# Zambos mosquitos
Zambos misquitos fue el nombre de un grupo étnico de Mosquitia, actualmente conocidos como Misquito.

## Orígenes
Descienden de esclavos africanos que fueron trasladados a bordo de un barco negrero al mando del portugués Lorenzo Gramalxo, que varó frente a la costa de Gracias a Dios en 1641, sobreviviendo alrededor de 200 esclavos negros a dicho naufragio, quienes nadaron y se establecieron en la costa, mezclándose después con los indígenas de la región, motivo por el cual a sus descendientes se les llamó zambos mosquitos. Actualmente se les denomina misquitos o miskitos.
La zona donde se asentaron los zambos mosquitos no fue conquistada con éxito por los españoles por las alianzas del resto de naciones europeas contra los españoles, de tal manera que a finales del siglo XVII los ingleses establecieron el protectorado de Mosquitia o Reino de Mosquitia- que desarrolló fuertes lazos con Jamaica.